# Tessellana incerta
Tessellana incerta är en insektsart som först beskrevs av Brunner von Wattenwyl 1882.  Tessellana incerta ingår i släktet Tessellana och familjen vårtbitare. Inga underarter finns listade i Catalogue of Life.